# Trilhos Fortes
Trilhos Fortes é uma canção gravada pela cantora brasileira Claudia Leitte, servindo como o quinto e final single de seu primeiro álbum de estúdio, As Máscaras (2010). Composta por Bruno Masi, Adriano Paternostro, Rodrigo Castanho e Betão Aguiar, "Trilhos Fortes" foi originalmente gravada por Masi para seu álbum de mesmo nome, lançado em 2006.

## Lançamento
No dia 8 de maio de 2010, Claudia Leitte divulgou em seu canal oficial no Youtube um vídeo de aproximadamente um minuto e meio em comemoração ao Dia das Mães que cerca de um ano mais tarde, em 23 de abril de 2011, viria a ser divulgado uma versão com duração maior como o videoclipe oficial de "Trilhos Fortes". Essa foi a primeira vez na qual a música foi divulgada para o público em geral. A canção foi lançada como o quinto e último single do álbum As  Máscaras em 23 de abril de 2011. O anúncio do single foi feito através de um hotsite especial no site da cantora. Em maio de 2011, Leitte divulgou a canção em diversas rádios do Rio de Janeiro.

## Desempenho comercial
"Trilhos Fortes" entrou na tabela musical brasileira da Billboard Brasil, Brasil Hot 100 Airplay, obtendo o número 13 como a sua posição máxima na tabela. Já na tabela Hot Popular Songs, a canção alcançou a 11ª posição. "Trilhos Fortes" alcançou a primeira posição entre as mais tocadas nas cidades de Salvador, Rio de Janeiro, Campinas, Ribeirão Preto e Recife.

## Formatos e faixas
CD Single
1. "Trilhos Fortes" - 3:54

## Vídeo musical
Dirigido por Inês Vergara e LP Simonetti, o videoclipe mostra a rotina dupla de Claudia: momentos em família e momentos em shows. O videoclipe marca como o primeiro trabalho da cantora em que o seu primogênito, Davi, aparece. Para Leitte, o videoclipe mostra momentos bem íntimos: "Divido com o público o que qualquer ser humano pode ter em casa: paz de espírito. Divido o que tenho de mais valioso: minha família."

## Desempenho nas tabelas musicais
| Parada (2012)                                      | Melhor posição |
| -------------------------------------------------- | -------------- |
| Billboard Brasil Hot 100                           | 13             |
| Billboard Brasil Hot Popular Songs                 | 11             |
| Billboard Brasil Regional Campinas Hot Songs       | 1              |
| Billboard Brasil Regional Recife Hot Songs         | 1              |
| Billboard Brasil Regional Ribeirão Preto Hot Songs | 1              |
| Billboard Brasil Regional Rio de Janeiro Hot Songs | 1              |
| Billboard Brasil Regional Salvador Hot Songs       | 1              |